# 7945 Крейсау
7945 Крейсау (7945 Kreisau) — астероїд головного поясу, відкритий 13 вересня 1991 року.
Тіссеранів параметр щодо Юпітера — 3,672.